# Staveniště

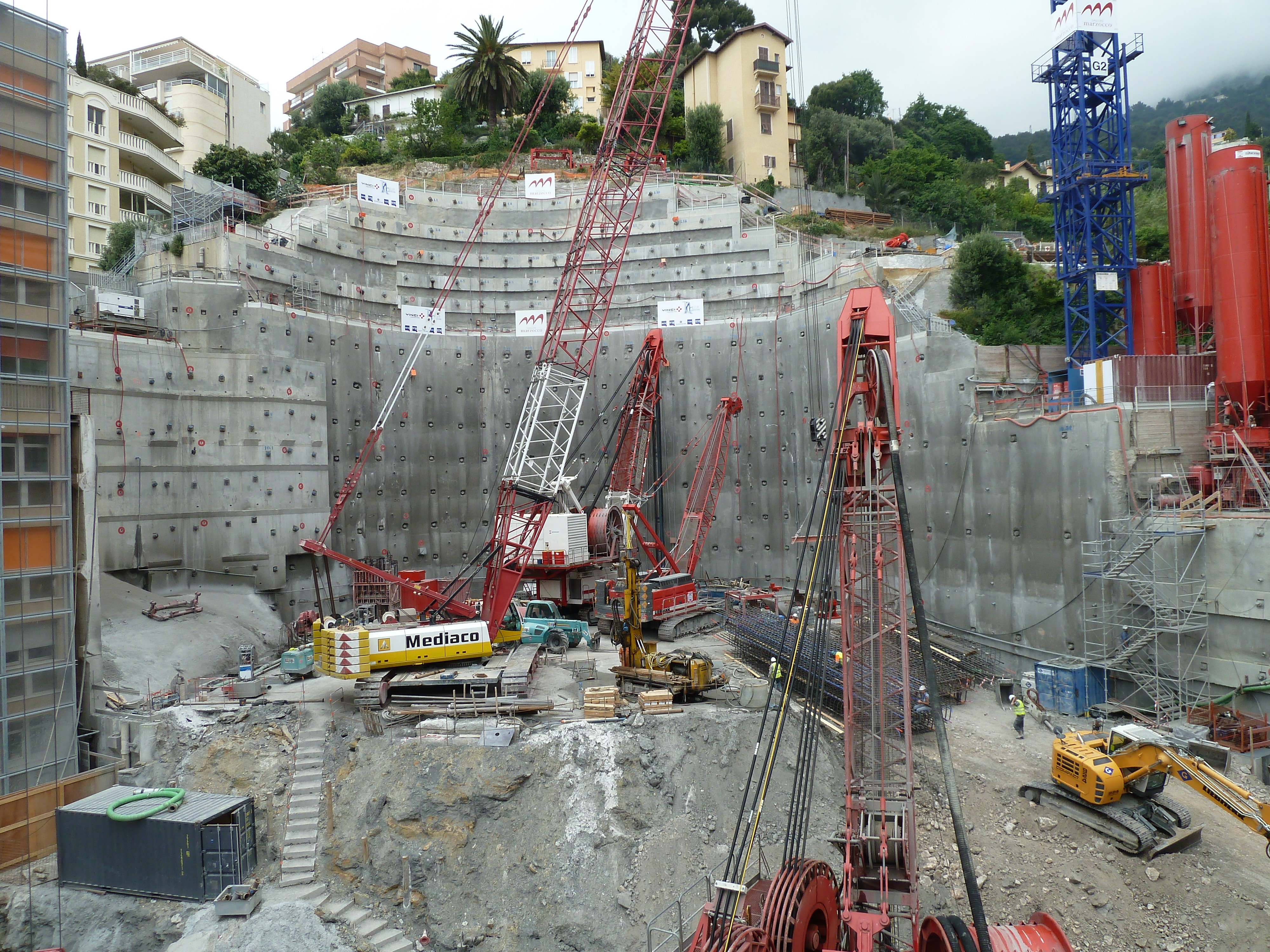
Staveniště – úprava terénu před zahájením výstavby

Staveniště (také jen stavba) je místo, na kterém se provádí stavební činnost nebo udržovací práce na stávající stavbě. Staveniště se zřizuje na stavebním pozemku nebo na jeho části, může také zahrnovat stávající stavbu nebo její část. Pokud má být staveniště i na jiných pozemcích, než jsou pozemky stavebníka, pak musí být s majitelem těchto pozemků uzavřena dohoda o jejich dočasném pronájmu. Pokud mezi zúčastněnými nedojde k dohodě a je nezbytně nutné provést stavební práce ze sousedního pozemku, případně ze sousední stavby,  pak stavební úřad potřebné rozšíření staveniště majitelům sousedních pozemků či staveb uloží.

## Typy stavenišť

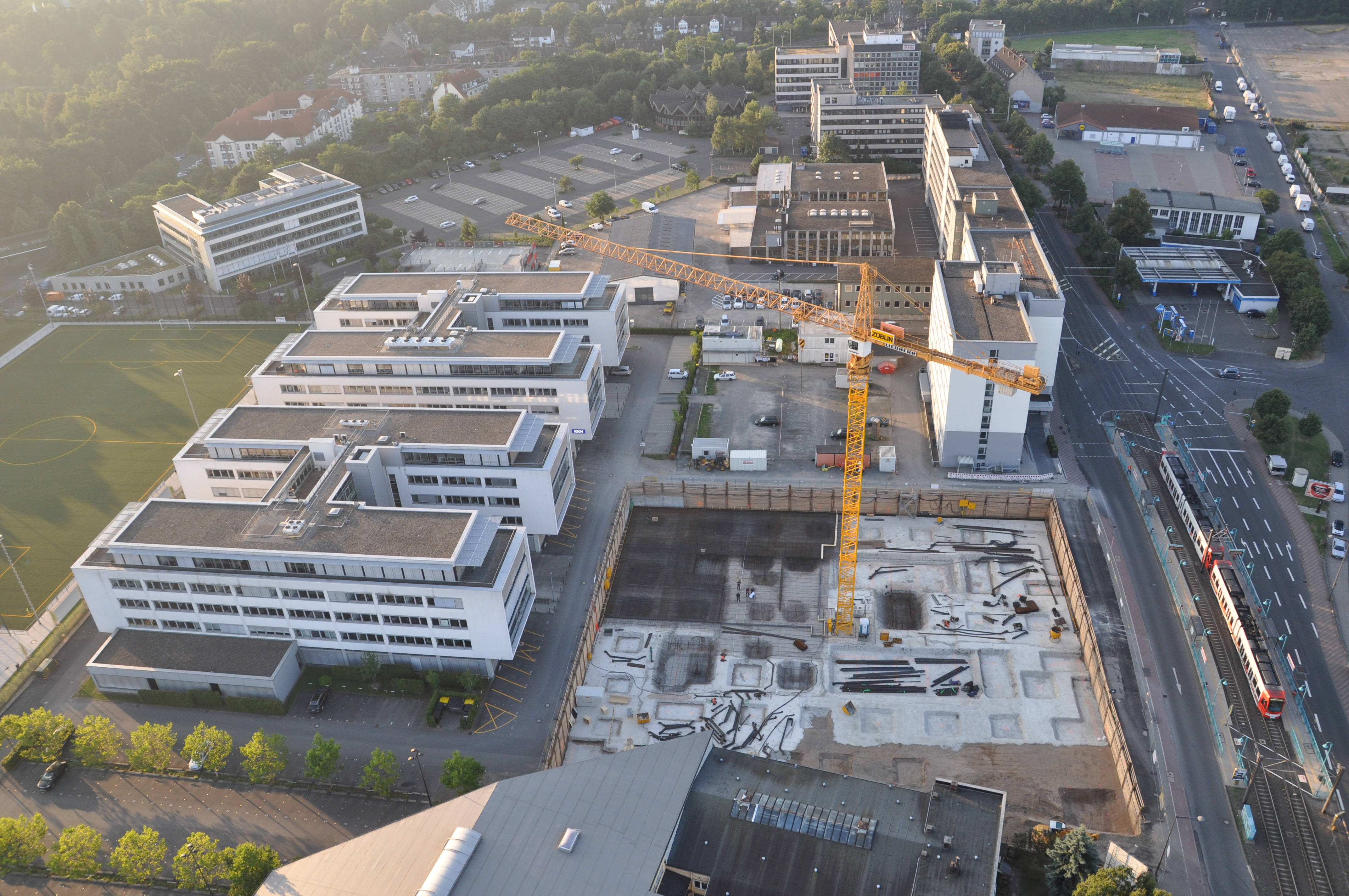
Staveniště pozemní stavby
Kolín nad Rýnem

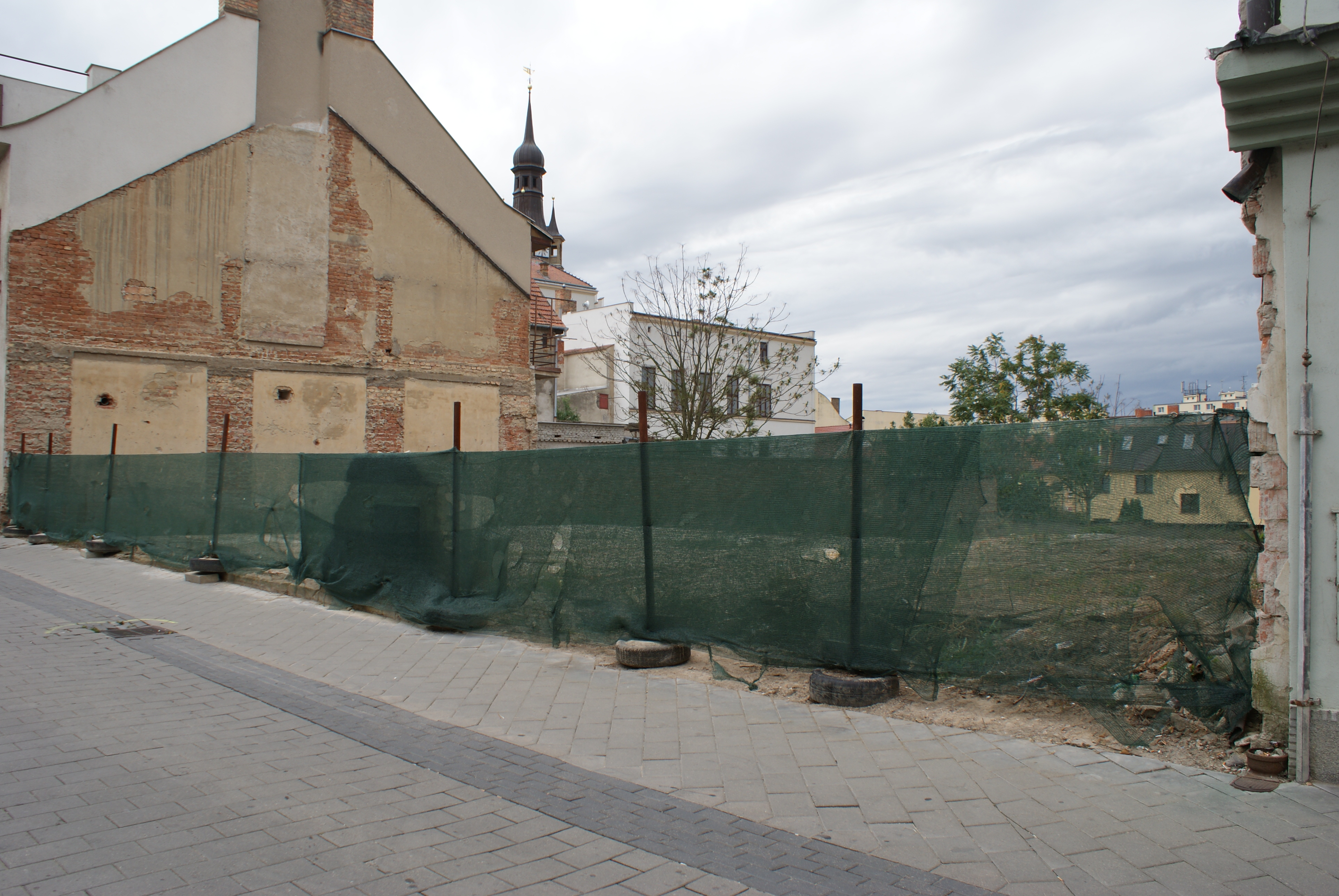
Staveniště v proluce připravené k předání
Hustopeče

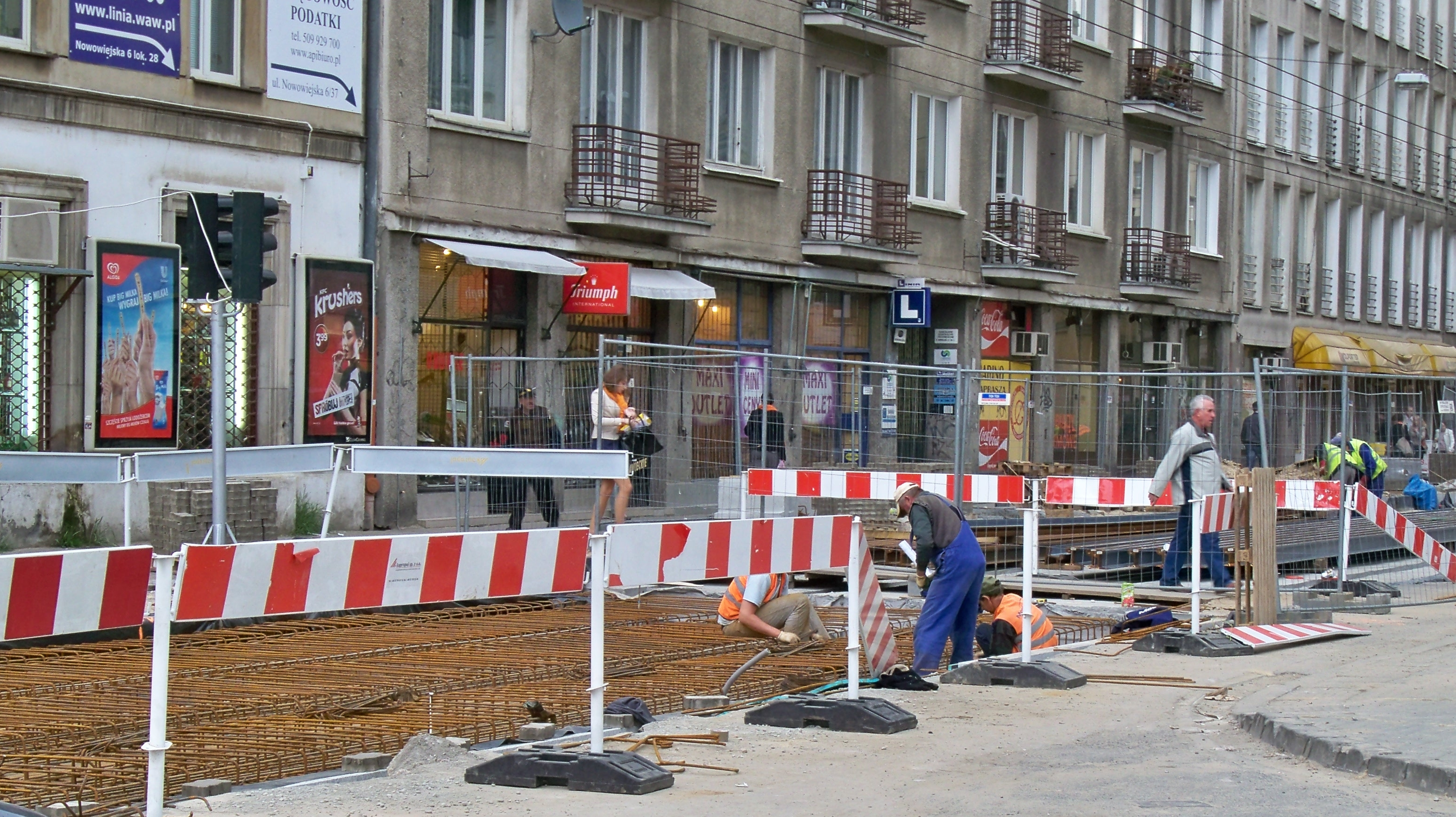
Staveniště liniové stavby
Varšava

Podle druhu stavby, která se na staveništi provádí, rozlišujeme:
- Staveniště pozemní stavby

Staveniště tvoří zpravidla jednu ucelenou plochu. Nejvýhodnější je staveniště na zelené louce, kde je ke stavbě neomezovaný přístup ze všech stran. Ve stísněných městských prostorech jde nejčastěji o staveniště v proluce, kde je obvykle nutné některé části zařízení staveniště (kanceláře, šatny atp.) vybudovat na jiném, odděleném místě.
- Staveniště liniové stavby

Staveniště je tvořeno pásem podél budované stavby, objekty zařízení staveniště jsou soustředěny na jednom vhodném místě. U rozsáhlých staveb se buduje samostatný stavební dvůr, kde jsou na jednom místě všechny objekty zařízení staveniště a odkud se pracovníci rozvážejí na jednotlivé části stavby, (pracoviště).

## Požadavky na staveniště
Staveniště musí
- oddělit stavební provoz od okolí a zabránit vstupu cizích osob
- zajistit vjezd a výjezd z místní komunikace
- umožnit bezpečný pohyb pracovníků a strojů při provádění stavebních prací
- zajistit správné a bezpečné uložení stavebního materiálu
- zajistit shromáždění odpadu a jeho odvoz
- zajistit zdravotní a hygienické podmínky pro pracovníky na stavbě
- vytvořit podmínky pro ochranu životního prostředí

## Předání a převzetí staveniště
Předání a převzetí staveniště je akt, při kterém stavebník, nebo jím pověřený zástupce, seznámí zhotovitele stavby, zastupovaného nejčastěji stavbyvedoucím, s podmínkami a okolnostmi, které mohou ovlivnit bezpečnost pracovníků zhotovitele na novém neznámém pracovišti. O předání a převzetí staveniště se vyhotoví zápis.
Za uspořádání staveniště, popřípadě vymezeného pracoviště, odpovídá zhotovitel, kterému bylo toto staveniště, popřípadě pracoviště, předáno a který je převzal. V zápise o předání a převzetí se uvedou všechny známé skutečnosti, jež jsou významné z hlediska zajištění bezpečnosti a ochrany zdraví fyzických osob zdržujících se na staveništi, popřípadě pracovišti.